# Tvillinglyckospindel
Tvillinglyckospindel (Meioneta fuscipalpa) är en spindelart som först beskrevs av Carl Ludwig Koch 1836.  Tvillinglyckospindel ingår i släktet Meioneta och familjen täckvävarspindlar. Arten är reproducerande i Sverige. Inga underarter finns listade i Catalogue of Life.